# Vieux-Port
Vieux-Port è un comune francese di 62 abitanti situato nel dipartimento dell'Eure nella regione della Normandia.

## Società

### Evoluzione demografica
Abitanti censiti